# Victor Pavic Lundberg
Victor Pavic Lundberg, född 1987, är journalist och författare.
Han är uppvuxen i Mariestad och bosatt i Stockholm. 2022 debuterade han med Den som överlever, som nominerades till Svenska Deckarakademins pris Årets deckardebut 2022 och utsågs till Årets deckardebut av Crimetime Award med motiveringen ”en effektiv och unik historia på ett glimrande lättflytande språk … en riktig journalistthriller”. Den andra fristående boken om Loa Bergman och Danijela Mirkovic, En förlorad sommar, utkom 2023.
Hösten 2024 utkom den tredje delen i serien, Bergets drottning. 
Hans böcker ges ut på sex språk i flera länder världen över.

### Serien Loa Bergman & Danijela Mirkovic
- 2022 – Den som överlever. Albert Bonniers Förlag. Libris v8kcczxqsn1z4vfg. ISBN 9789100189778
- 2023 – En förlorad Sommar. Albert Bonniers Förlag. Libris vb0hk7t3sggdkr7l. ISBN 9789100189792
- 2024 – Bergets drottning. Albert Bonniers Förlag. Libris q808vm6cnqs68xx8. ISBN 9789100804572